# Cour des Orangers (Las Palmas)
 (juin 2023).
Si vous disposez d'ouvrages ou d'articles de référence ou si vous connaissez des sites web de qualité traitant du thème abordé ici, merci de compléter l'article en donnant les références utiles à sa vérifiabilité et en les liant à la section « Notes et références ».
La cour des Orangers (en espagnol, patio de los Naranjos) est un patio-jardin ouvert attenant à la Cathédrale des Canaries, à Las Palmas de Gran Canaria, sur l'île de Grande Canarie, aux Canaries, en Espagne.

## Caractéristiques
Réalisé au XVIIe siècle, son balcon typique canarien est unique par sa finesse et sa qualité. En 1586 il a rejoint la cathédrale des Canaries avec l'ancien verger à travers la puerta del Aire, de style renaissance.
Les salles qui le bordent, anciennes dépendances de la cathédrale, hébergent le Musée Diocésain d'Art Sacré de Las Palmas de Gran Canaria, créé en 1984. Cette cour doit son nom à la cour des Orangers de la Cathédrale de Séville.